# دينجروس وومان (ألبوم)
دينجروس وومان (بالإنجليزية: Dangerous Woman)‏ هو ثالت ألبوم استوديو للمغنية الأمريكية أريانا غراندي، أنتج عبر ريبيبليك ميوزيك وأصدر في ال 20 من ماي 2016، هذا الألبوم جاء بعد ألبومها السابق ماي إيفيرتينغ الذي أصدر عام 2014.
وقد تضمن الألبوم انماط غنائية مختلفة أهمها بوب و آر أند بي معاصر وغيرها ك رقص البوب و موسيقى ديسكو و موسيقى الهاوس.
وقد حصل الألبوم على إشادات نقدية بالإضافة إلى تصدره المركز الثاني ضمن أعلى 200 ألبوم في أمريكا.
الأغنية الأساسية دينجروس وومان أصدرت في 11 مارس 2016، وقد رشحت ضمن العشرة الأوائل كأفضل الأغاني، بعدها حصلت على المركز السابع ضمن الترتيب الأسبوعي بيلبورد هوت 100 في الولايات المتحدة، كما تضمن الألبوم أغاني حصلت على إشادات هامة وهي إنتو يو و سايد تو سايد و كل يوم.

## روابط خارجية
- دينجروس وومان على موقع ميتاكريتيك (الإنجليزية)
- دينجروس وومان على موقع أول موفي (الإنجليزية)